# 西藏暗罗
西藏暗罗（学名：Polyalthia chinensis）为番荔枝科暗罗属的植物，为中国的特有植物。分布在中国大陆的西藏等地，生长于海拔1,000米的地区，多生长于山地山坡阔叶林中，目前尚未由人工引种栽培。